# El matrimonio de los peces rojos
El matrimonio de los peces rojos es una colección de cuentos de la escritora mexicana Guadalupe Nettel, publicada en abril de 2013 por la editorial Páginas de Espuma. Los relatos del libro exploran los paralelos entre el comportamiento de personas y el de los distintos animales y seres vivos con los que conviven. En palabras de la autora, el tema principal de la obra es «la animalidad de los seres humanos».
La obra obtuvo una buena recepción por parte de la crítica. Entre los aspectos elogiados se encuentran el uso de la ironía y la exploración de las relaciones y problemas de los personajes. El libro ganó la edición de 2013 del Premio de Narrativa Breve Ribera del Duero, de entre 863 manuscritos provenientes de veintiséis países, y ha sido traducido a idiomas como el inglés, francés, italiano y esloveno.

## Contenido
La obra está conformada por cinco relatos cuya acción se desarrolla en países en los que ha vivido la autora: Francia, España, China y México. Los cuentos son los siguientes:
| Título                             | Sinopsis |
| ---------------------------------- | --- |
| «El matrimonio de los peces rojos» | Una joven abogada pide licencia en su trabajo para prepararse para el nacimiento de su hija. Su esposo Vincent y ella quedan encantados cuando reciben de regalo una pareja de peces betta, aunque pronto notan la propensión de ambos peces a pelear. La relación entre la protagonista y su esposo poco a poco se deteriora, hechos que parecen reflejarse en las constantes peleas de los peces. |
| «Guerra en los basureros»          | Luego del divorcio de sus padres, un niño pasa a vivir a casa de su tía, quien pertenece a la clase alta mexicana. La residencia sufre una infestación de cucarachas, una de las cuales se convierte en la única compañía del niño en la casa. Ante la ineficacia de los insecticidas, una de las trabajadoras domésticas concibe una idea que al principio horroriza a todos para de una vez y por todas deshacerse de la plaga. |
| «Felina»                           | Una joven universitaria comparte un vínculo muy estrecho con sus dos gatos mascotas, llamados Greta y Milton. El paso fugaz de un compañero de piso desemboca en un embarazo no deseado que amenaza con acabar con sus planes de estudiar un doctorado. Los hechos coinciden con el embarazo y posterior parto de Greta, cuya relación con sus crías ayuda a la protagonista a asimilar los eventos alrededor de su propio embarazo. |
| «Hongos»                           | Una profesora de música rememora la aventura amorosa a distancia que tiene con un famoso director de orquestas casado, quien asegura ser infeliz en su matrimonio. La protagonista lentamente se convierte en la sombra del éxito profesional de su amante y con el tiempo empiezan a alejarse, por lo que la infección de hongos genitales que comparten se convierte en el único nexo entre ambos. |
| «La serpiente de Beijín»           | Un hombre recuenta los hechos relacionados con los cambios anímicos bruscos que ha sufrido su padre, un dramaturgo chino que fue adoptado en su infancia por una familia francesa. Luego de su primer viaje a China, su padre regresa a París cambiado y empieza a construir una especie de refugio en la azotea de su casa con forma de pagoda. El protagonista y su madre comienzan a preocuparse por su comportamiento, más aún cuando adquiere una serpiente para habitar la azotea. Ambos descubren finalmente el secreto que guardaba su padre sobre su viaje a China, relacionado con una intensa pasión cuyo recuerdo ha ido carcomiéndolo hasta convertirlo en un muerto en vida. |

## Escritura y temáticas

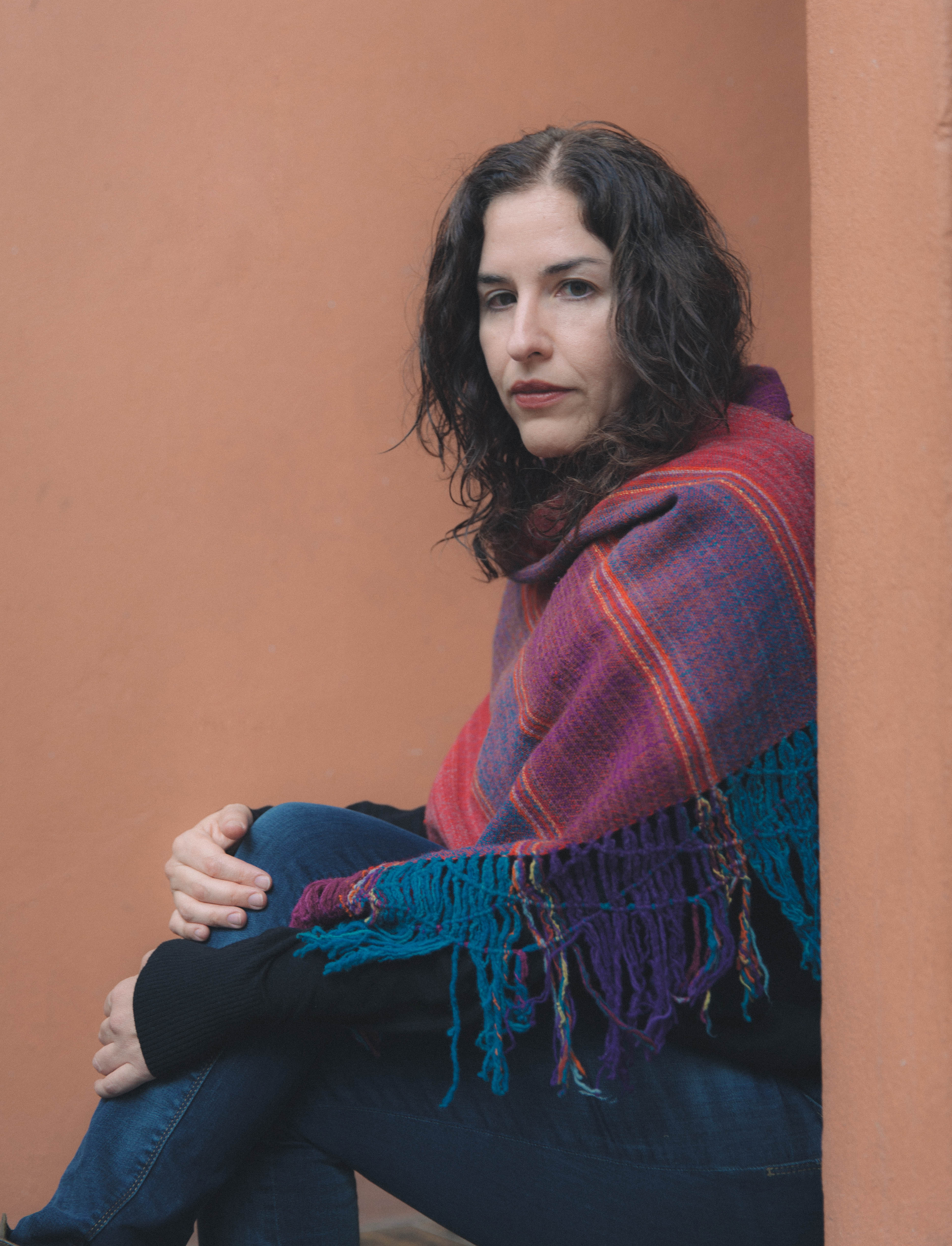
Guadalupe Nettel en 2018

Desde corta edad, Nettel estuvo interesada en la fisonomía y comportamiento de los animales, lo que la volvió asidua consumidora de documentales de la BBC sobre el tema y de los bestiarios de Ambroise Paré. Al momento de iniciar la escritura del libro, que coincidió con la época de una ruptura amorosa, se percató de que varias de las ideas que tenía en mente giraban en torno a animales u otros seres vivos, por lo que decidió generar la unidad de la obra a partir del concepto de personajes abrumados que convivieran con seres vivos que reflejaran su propia animalidad interna. De ahí la elección de los dos epígrafes que abren el libro, uno de Gao Xingjian que reza: «El hombre pertenece a esas especies animales que, cuando están heridas, pueden volverse particularmente feroces», y otra de Plinio el Viejo que señala: «Todos los animales saben lo que necesitan, excepto el hombre».
Una de las obras que sirvió como referente para el libro fue la novela Mi perra Tulip, del escritor inglés J. R. Ackerley. Adicionalmente, cada historia posee elementos autobiográficos, por ejemplo «Felina», inspirada en la experiencia de Nettel viviendo en París cuando su gata mascota dio a luz, o «Guerra en los basureros», que surgió luego de que el edificio en que habitaba en Barcelona sufriera una infestación de cucarachas.
Entre las temáticas que explora el libro se encuentran los problemas en las relaciones de pareja, la maternidad, la lucha de clases, las crisis en la adolescencia, las enfermedades mentales, el aborto y la soledad. La idea de personajes que se identifican con otros seres vivos ya había sido plasmada en el libro anterior de cuentos de Nettel, específicamente en «Bonsái», relato en el que un hombre visita un jardín, se da cuenta de que en realidad era un cactus y decide asumir esa nueva identidad.

## Publicación y recepción
Previo a su publicación, el libro ganó la edición de 2013 del Premio de Narrativa Breve Ribera del Duero, de entre 863 manuscritos provenientes de veintiséis países. La obra, que fue presentada al concurso con el título provisional Historias naturales, fue elegida ganadora por un jurado compuesto por Enrique Vila-Matas, Cristina Grande, Ignacio Martínez de Pisón, Samanta Schweblin y Marcos Giralt Torrente. Luego de anunciar la decisión, Vila-Matas aseveró, en relación con los cuentos que conforman la obra: «Los cinco relatos destacan por la alta calidad de su prosa, impecable tensión narrativa y unas atmósferas en las que lo anómalo se aposenta en lo cotidiano».
La obra fue publicada en abril de 2013 por la editorial española Páginas de Espuma. Al año siguiente fue traducida al inglés por J. T. Lichtenstein bajo el nombre Natural Histories y publicada por Seven Stories Press, lo que la convirtió en el primer libro de Nettel en aparecer en dicha lengua. Posteiormente fue publicada en francés por la editorial Buchet-Chastel, con traducción de Delphine Valentin, en italiano, traducida por Federica Niola para La Nuova frontiera, y en esloveno, con traducción de Veronica Roth.
La reseña del diario español El País, escrita por Fernando Valls, afirmó que Nettel «se desenvuelve con indudable soltura en el género», además de destacar el uso de la ironía, la perspicacia en la observación de la conducta humana y la mezcla de elementos trágicos y cómicos; aunque criticó lo que consideró como uso frecuente «de lo extravagante y efectista». El manejo de la ironía también fue elogiado por la escritora boliviana Liliana Colanzi, en la reseña de la revista Letras Libres, quien además alabó la exploración del lado salvaje y oculto de los protagonistas e identificó a «Guerra de los basureros» como uno de los cuentos «más memorables» del volumen. Este relato también fue resaltado de forma particular en la reseña del Diario de Sevilla como el más «impactante», mientras que la escritora española Marta Sanz se inclinó por «Hongos», al que consideró como el más «peculiar».
La profundidad de los personajes de la obra fue destacada en un artículo de la revista Letralia escrito por Berenice Ramos Romero, quien se refirió a la misma como «una poderosa reflexión sobre las relaciones humanas, los miedos y deseos que nunca escondemos tan bien como creemos»; así como por Roberto Cambronero Gómez, quien en una reseña publicada en la revista ViceVersa Magazine afirmó que el mejor aspecto del libro era «la melancolía y sensibilidad casi gótica de sus personajes». Ana Mirabal, del periódico La Izquierda Diario, destacó en cambio «la tensión y la verosimilitud» del libro y resumió su opinión del mismo como: «Cinco relatos avasalladores, increíbles que dejan al lector estupefacto y reflexivo». La reseña del diario El Cultural, por su lado, enfatizó la «maestría» de Nettel en el género del relato corto y calificó como «sobresalientes» a los cuentos «El matrimonio de los peces rojos», «Felina» y «Hongos»; aunque criticó «Guerra en los basureros» y «La serpiente de Beijin» por «la presencia excesiva de datos no esenciales».
La edición en inglés del libro también fue bien recibida. En la reseña de la revista Words without borders, Kristina Fazzalaro calificó la prosa de Nettel como «precisa» y afirmó que las historias ponían al lector «al otro lado de un terrario» a través del cual se presentaban los distintos personajes. Carmela Ciuraru, de The New York Times, se refirió a los relatos como «perfectos» y aseguró que Nettel creó «maravillosos paralelos entre las penas y locuras de sus personajes humanos y las criaturas con las que habitan».